# 1714
Cette page concerne l'année 1714  du calendrier grégorien.
L'année 1714 est une année commune qui commence un lundi.

## Événements
- 1er janvier : Saint-Domingue est érigée en gouvernement général par les Français[1].
- 28 février, Inde : traité de Valvan (près de Lonavla) entre Balaji Vishwanath et le gouverneur moghol du Dekkan[2]. La domination marathe s’étend sur tout le Dekkan. En échange Shahu doit fournir 15 000 cavaliers aux Moghols, payer un tribut annuel et maintenir l’ordre[3].
- 23 octobre : arrivée de l'ambassadeur de Perse Mehmet Rıza Beğ à Marseille, précédé de l'Arménien Hagopdjan de Deritchan, qui deviendra l'année suivante consul de Perse à Marseille. Il est reçu par le roi de France à Versailles le 19 février 1715[4].
- Début du règne de Taninganway Min, roi de Birmanie (fin en 1733)[5].
- Les Britanniques créent l’Indian Medical Service, dans le but de soigner les soldats et les colons britanniques en Inde[6].
- Ahmed Bey, qui a pris le pouvoir en 1711, se rend indépendant des Ottomans et fonde la dynastie karamanli à Tripoli[7].
- Mozambique : les Portugais créent un fort à Zumbo, à la limite de la navigation sur le Zambèze[8].

### Europe
- 28 février : ouverture de la conférence de Rastatt[9].

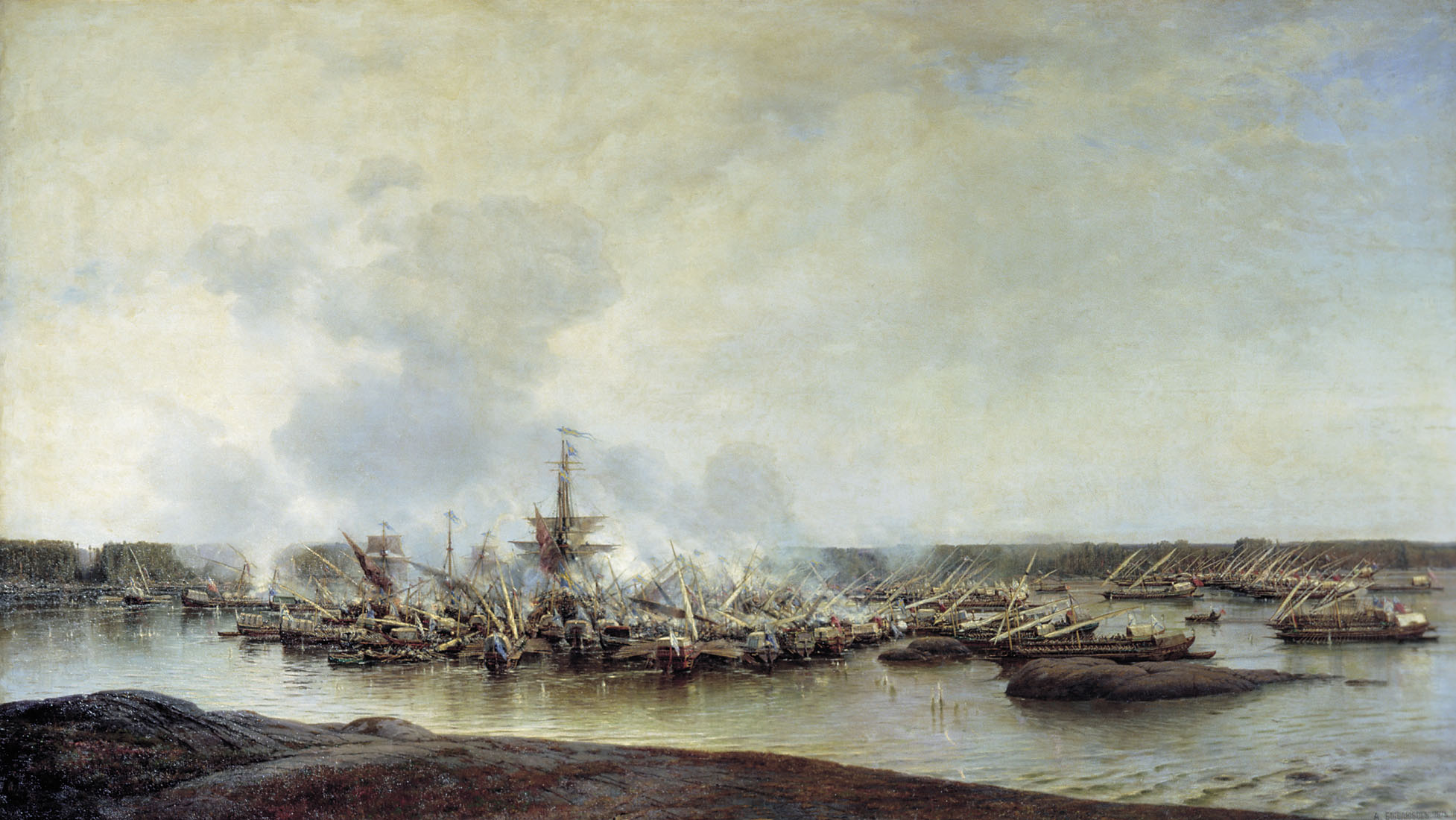
6 août : bataille de Gangut. Toile d'Alexey Bogolyubov. 1877.

- 2 mars (19 février du calendrier julien) : victoire russe sur la Suède à la bataille de Storkyro dans la Grande guerre du Nord. Les Russes occupent militairement la Finlande (« Grande Colère »)[10].
- 6 mars : traité de Rastatt entre la France et l’empereur, marquant la fin de la guerre de Succession d'Espagne[11]. Il confirme les dispositions de Ryswick. L’empereur reçoit les Pays-Bas, le Milanais, Naples et la Sardaigne au détriment de l’Espagne. Philippe V est reconnu comme roi d’Espagne moyennant sa renonciation à la couronne de France. Le Luxembourg passe sous le contrôle des Habsbourg d'Autriche.
- 11 mars (28 février du calendrier julien[12]) : édit instaurant l’instruction obligatoire et gratuite en Russie[13]. La mesure n’est appliquée qu’aux enfants des diacres et des prêtres.

- 23 mars : oukase sur les majorats en Russie[14]. Nouveau statut de la noblesse : généralisation du pomiestié (fusion de l’ancien patrimoine héréditaire - votchina - et de l’ancien bénéfice - pomiestié). Tous les domaines de la noblesse sont désormais octroyés, mais ils sont héréditaires et inaliénables. Instauration de la règle de l’héritier unique aux choix du testateur. Le jeune noble doit savoir lire et écrire pour pouvoir se marier. Il ne peut devenir officier sans passer par l’école du soldat.

- 4 avril (24 mars du calendrier julien[15]) : Constantin II Brancovan, voïévode de Valachie est déposé par le sultan ottoman, transféré à Constantinople et exécuté le 27 août (15 août du calendrier julien)[16].

- 10 juin : ouverture de la conférence de Baden[9].
- 26 juin : traité d'Utrecht entre Espagne et Provinces-Unies[9].

- 1er août : début du règne de Georges Ier de Grande-Bretagne (fin en 1727). Hanovre et Grande-Bretagne sont réunis[10].

- 6 août (27 juillet du calendrier julien) : victoire russe sur la flotte suédoise devant Hangö-udd (Gangout)[10]. Occupation des îles d’Åland.

- 7 septembre : traité de Baden (1714), en Argovie entre la France et l’empire, qui confirme celui de Rastatt[11].

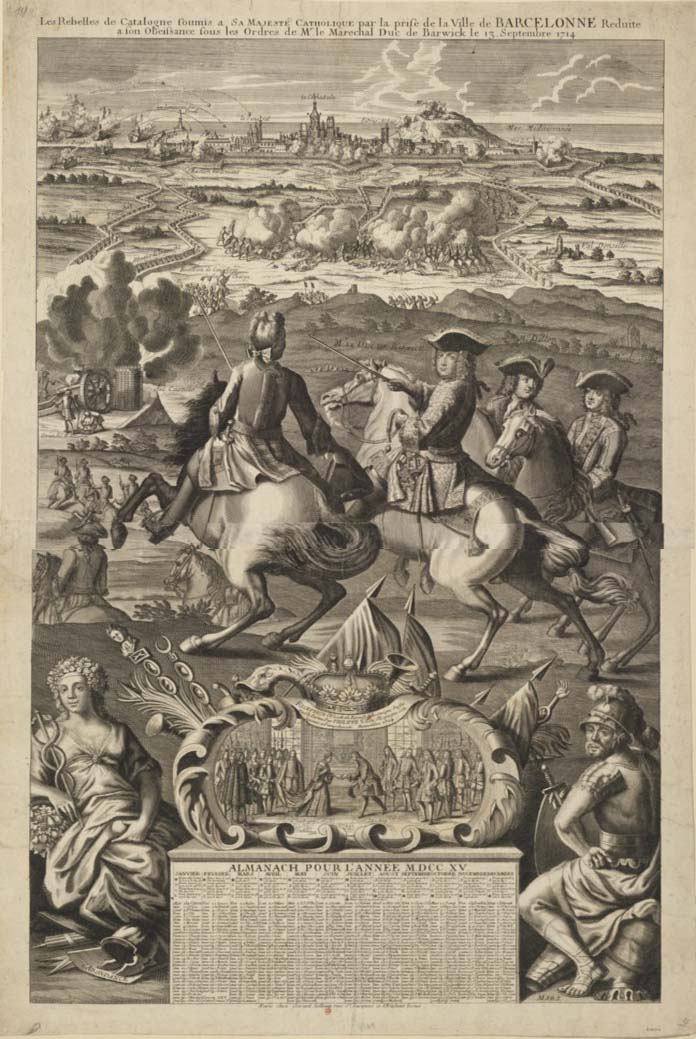
11 septembre : assaut général sur Barcelone (gravure des Jollain).

- 11 septembre : fin du siège de Barcelone[10]. La ville tombe sous les armées coalisées d'Espagne et de France dirigées par Berwick, par suite du retrait des Autrichiens (traité d'Utrecht).
- 20 septembre :
  - entrée dans Londres de l’Électeur de Hanovre, devenu Georges Ier[17], arrière-petit-fils de Jacques Ier d'Angleterre en ligne féminine (fils de Sophie, 1630-1714, et de Ernest-Auguste Ier de Hanovre) et de religion protestante. Georges Ier manifeste une nette préférence pour le parti des whigs. Il ne parle pas l’anglais et vivra dans son électorat, laissant la réalité de l’exécutif aux Premiers ministres et au Cabinet.
  - Charles XII de Suède, rappelé par sa sœur Ulrique-Éleonore et le sénat s’embarque incognito à Demotika[18] et rejoint Stralsund le 22 novembre[19]. (11 novembre du calendrier julien). Il tente vainement de débloquer la ville, assiégée par les troupes danoises.
- 8 décembre : les Ottomans déclarent la guerre à Venise[20] (fin en 1718). L’administration de la Morée par les Vénitiens devient insupportable aux Grecs, qui souhaitent le retour des Turcs. Les acquisitions de Venise en mer Égée tombent coup sur coup (1715).

## Naissances en 1714
- 14 janvier : Agustín Abad, jésuite espagnol († 15 avril 1791).

- 18 février : Guy Louis de Durfort de Lorges, général français († 10 décembre 1775).

- 6 mars : Jean-Baptiste Marie Pierre, peintre, graveur, dessinateur et administrateur français († 15 mai 1789).
- 8 mars : Carl Philipp Emanuel Bach à Weimar.
- 27 mars : Francesco Antonio Zaccaria, théologien et historien italien († 10 octobre 1795).

- 6 juin : Joseph Ier de Portugal († 24 février 1777).
- 17 juin : César-François Cassini, astronome français († 4 septembre 1784).

- 2 juillet : Christoph Willibald Gluck, compositeur allemand († 15 novembre 1787).

- 1er août : Richard Wilson, peintre gallois († 15 mai 1782).
- 14 août : Claude Joseph Vernet, peintre, dessinateur et graveur français († 3 décembre 1789).
- 24 août : Michel-Barthélemy Ollivier, graveur, peintre d’histoire et de genre français († 15 juin 1784).
- 28 août : Jean-Baptiste Descamps, peintre et historien de l'art français († 30 juin 1791).

- 19 novembre : Enrico Albricci, peintre baroque (voire rococo) italien († 1775).
- 23 novembre : Pierre Fréret, sculpteur et peintre français († 1782).
- 26 novembre : Pierre-François Brice, peintre français († 13 mai 1794).

- 4 décembre : Israel Acrelius, pasteur et missionnaire luthérien suédois († 25 avril 1800).
- 13 décembre : Gregorio Guglielmi, peintre italien de la période rococo († 2 février 1773).

## Décès en 1714
- 11 janvier : François VII de La Rochefoucauld, duc de La Rochefoucauld, Grand veneur de France (° 15 juin 1634).
- 5 février : Carlo Fontana, architecte et sculpteur baroque italien (° 22 avril 1638).
- 23 février : Filippo Maria Galletti, religieux catholique et peintre baroque italien (° 1636).
- Mai : Andreas Schlüter, sculpteur et architecte baroque allemand (° 20 mai 1660).
- 13 juin : Catherine Henriette d'Angennes, comtesse d'Olonne, courtisane française (° 1634).
- 17 juillet : Albert Meyeringh, peintre néerlandais (° 24 septembre 1645).
- 20 août : Cristóbal de Villalpando, peintre mexicain (° vers 1649).
- 5 octobre : Kaibara Ekken, botaniste et philosophe néoconfucianiste japonais (° 17 décembre 1630).
- 10 octobre : Pierre Le Pesant de Boisguilbert, écrivain et économiste français (° 17 février 1646).
- 25 octobre : Sébastien Leclerc, dessinateur, peintre, graveur et ingénieur militaire lorrain (° 26 septembre 1637).
- 2 novembre : Giuseppe Passeri, peintre baroque italien (° 11 mars 1654).
- 6 novembre : Charles D'Avenant, économiste anglais (° 17 novembre 1656).
- 15 décembre : Giovanni Moneri, peintre baroque italien (° 19 mai 1637).
- 18 décembre : César d'Estrées, cardinal et homme politique français (° 5 février 1628).
- Date précise inconnue :
  - Noël Aubert de Versé, théologien français (° vers 1642-1645).
  - Nicolo Cassana, peintre baroque italien (° 1659).
  - Robert Byerley, militaire et homme politique britannique (° 1660).
  - Edward Ward, avocat et juge anglais (° 1638).